# سانادا نوبویوکی
سانادا نوبویوکی (انگلیسی: Sanada Nobuyuki؛ ۱۵۶۶ – ۱۲ نوامبر ۱۶۵۸) یک سیاستمدار اهل ژاپن بود.

صفحه دوره ادو که نبرد سکیگاهارا را به تصویر می کشد